# Prarostino
Prarostino (Prustin o Prarostin in piemontese, Prustin o Prarustin in occitano) è un comune italiano di 1 263 abitanti della città metropolitana di Torino in Piemonte.

## Geografia fisica
Il comune di Prarostino si trova nella fascia pedemontana non lontano da Pinerolo, alla confluenza della val Chisone e della val Pellice (note anche come Valli Valdesi). Fa parte della Unione Montana del Pinerolese.
Il territorio del comune si estende in zona collinare e montuosa, variando quindi da un'altezza di 450 m s.l.m. (Prustin da val) ad un'altezza di circa 1.100 m (Prustin da munt). La frazione capoluogo, San Bartolomeo, è situata a 738 m s.l.m. Sul territorio comunale sono presenti numerose borgate minori, tra le quali Borgata Gay, Borgata Ser e i Piani.

## Monumenti
Il Faro della Libertà è il monumento principale di Prarostino e si trova a San Bartolomeo.
Fu progettato dagli architetti Gabetti ed Isola e inaugurato il 18 giugno 1967. Fu eretto per non dimenticare i 600 partigiani dei 51 comuni delle valli pinerolesi caduti nella lotta di liberazione.

## Società

### Evoluzione demografica
Abitanti censiti

## Amministrazione
Di seguito è presentata una tabella relativa alle amministrazioni che si sono succedute in questo comune.
| Periodo        | Periodo        | Primo cittadino    | Partito                     | Carica  | Note  |
| -------------- | -------------- | ------------------ | --------------------------- | ------- | ----- |
| 5 giugno 1985  | 22 maggio 1990 | Mario Mauro        | lista civica                | Sindaco | [ 5 ] |
| 22 maggio 1990 | 29 marzo 1994  | Mario Mauro        | Partito Socialista Italiano | Sindaco | [ 5 ] |
| 22 aprile 1994 | 24 aprile 1995 | Renzo Costantino   | -                           | Sindaco | [ 5 ] |
| 24 aprile 1995 | 14 giugno 1999 | Renzo Costantino   | centro-sinistra             | Sindaco | [ 5 ] |
| 14 giugno 1999 | 14 giugno 2004 | Luca Veltri        | centro                      | Sindaco | [ 5 ] |
| 14 giugno 2004 | 8 giugno 2009  | Mario Mauro        | lista civica                | Sindaco | [ 5 ] |
| 8 giugno 2009  | 26 maggio 2014 | Patrizia Giachero  | lista civica                | Sindaco | [ 5 ] |
| 26 maggio 2014 | 27 maggio 2019 | Fiorella Vaschetti | lista civica                | Sindaco | [ 5 ] |
| 27 maggio 2019 | 11 giugno 2024 | Fiorella Vaschetti | lista civica                | Sindaco | [ 5 ] |
| 11 giugno 2024 | in carica      | Luciano Nocera     | lista civica                | Sindaco | [ 5 ] |

### Altre informazioni amministrative
Il comune faceva parte della Comunità Montana Pinerolese Pedemontano.

### Gemellaggi
- Mont-sur-Rolle, dal 1976